# Erzbischöfliches Berufskolleg Neuss
Das Erzbischöfliche Berufskolleg Neuss ist eine katholische Schule am Niederrhein in der Trägerschaft des Erzbistums Köln. Es ist im Jahre 2006 durch die Zusammenlegung zweier traditionsreicher, bis dahin selbstständiger Schulen entstanden: dem Berufskolleg im Marienhaus mit dem Schwerpunkt Sozial- und Gesundheitswesen und dem kaufmännisch orientierten Berufskolleg Marienberg, die beide im Innenstadtbereich von Neuss liegen. 
Im April 2011 wurde dieses Berufskolleg als erste Schule des Erzbistums Köln als Europaschule zertifiziert.